# Lyon Sprague de Camp
Œuvres principales
- De peur que les ténèbres

Lyon Sprague de Camp, né le 27 novembre 1907 à New York et mort le  6 novembre 2000  à Plano au Texas, est un écrivain américain de science-fiction et de fantasy. Au long de sa carrière de cinquante ans, il a rédigé plus de cent nouvelles, ainsi que plusieurs biographies d'écrivains de fantasy. Il fut ami avec Isaac Asimov et Robert Heinlein (ils ont travaillé ensemble à la Naval Air Experimental Station de Philadelphie vers 1942). Sa première nouvelle, Les Isolingues, parut en 1937 dans Astounding Science-fiction.

## Biographie

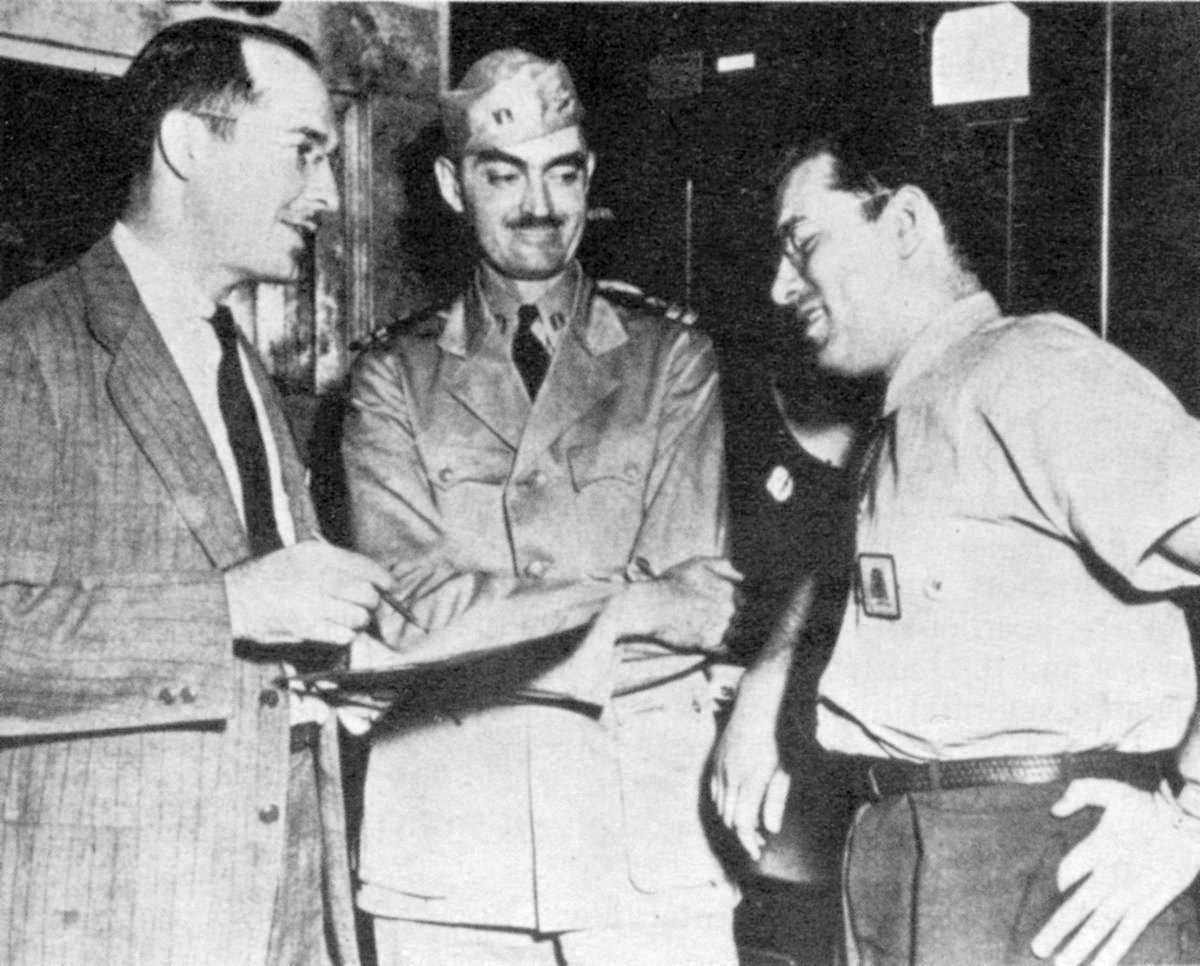
De gauche à droite : Robert A. Heinlein, Lyon Sprague de Camp et Isaac Asimov au port de la Navy de Philadelphie, en 1944.

Ingénieur en aéronautique de formation, de Camp fut candidat scientifique ( Bachelor of Science) en ingénierie aéronautique en 1930 à l'Institut de Technologie Californien et licencié de la même filière (Master of Science) à l'Institut de Technologie Stevens trois ans plus tard, en 1933. Il épousa Catherine Crook en 1940, avec qui il collabora sur de nombreuses œuvres de fiction et non-fictionnelles à partir des années 1960.
Pendant la Seconde Guerre mondiale, de Camp travailla à la Naval Air Experimental Station de Philadelphie (la N.A.E.S) avec deux de ses amis également auteurs de science-fiction, Isaac Asimov et Robert A. Heinlein. Il atteint le grade de Lieutenant Commander au terme de son service dans la marine.
Il fut membre du club littéraire masculin des Trap Door Spiders (en) (« Les araignées de la Trappe », en français), qui servit de modèle au groupe fictionnel des Veufs Noirs de l'écrivain Isaac Asimov. Sprague de Camp a lui-même servi de modèle au personnage de Geoffrey Avalon, l'un des veufs en question. Il était également membre de la Swordsmen and Sorcerers' Guild of America (en) (SAGA - « Guilde américaine des épéistes et sorciers », en français), un groupe informel d'auteurs d'heroic fantasy fondé dans les années 1960, dont les œuvres furent entre autres regroupées sous forme d'anthologie dans la série des Flashing Swords! (en) de Lin Carter.
Les de Camp déménagèrent à Plano, au Texas, en 1989. Lyon Sprague de Camp mourut le 6 novembre 2000, sept mois après son épouse avec qui il fut marié pendant 60 ans, Catherine Crook de Camp. Il est mort le jour de l'anniversaire de sa défunte femme, à seulement trois semaines de son propre 93e anniversaire. Ses cendres reposent dans une urne commune avec celles de son épouse au cimetière national d'Arlington.
La bibliothèque personnelle de l'auteur, riche de près de 1 200 ouvrages, fut acquise aux enchères par la société Half Price Books en 2005. La collection comprenait des volumes originaux signés par ses collaborateurs et amis, à l'instar d'Isaac Asimov ou de Carl Sagan, ainsi que des ouvrages de Lyon Sprague de Camp lui-même.

## Sa carrière d'écrivain
Lyon Sprague de Camp était un matérialiste qui signa des ouvrages traitant de la société, de l'histoire, des technologies et de la mythologie. Il publia de très nombreuses nouvelles, des romans, des œuvres non-fictionnelles et des poèmes au cours de sa longue carrière.

### Science-fiction
La science-fiction conçue par de Camp est marquée par un intérêt prononcé pour les grandes tendances historiques et linguistiques. Sa première histoire publiée, Les Isolingues (The Isolinguals), est parue dans l'Astounding Science-fiction de septembre 1937, année pendant laquelle il s'était mis à l'écriture. Ses œuvres considérées comme majeures dans ce genre sont ses histoires de voyages temporels et de réalités alternatives. C'est par exemple le cas de Lest Darkness Fall (De peur que les ténèbres, 1939), The Wheels of If (1940), A Gun for Dinosaur (1956), Aristotle and the Gun (1958) et The Glory that Was (1960) — dans ce dernier récit, le voyage temporel se révèle être une occasion de réécrire l'histoire.
Son œuvre la plus importante, du point de vue du nombre de volumes et de pages, fut sa série des Viagens Interplanetarias, où le Brésil est la nouvelle super-puissance sur Terre. On y trouve en particulier une mini-série appartenant au genre des romans galactiques, qui se déroule sur la planète Krishna et qui débute avec le roman Zeï (The Queen of Zamba). Son histoire la plus influente dans la série des Viagens fut le volume Rogue Queen (qui n'appartient pas à la mini-série se déroulant sur Krishna), une histoire de société secrète corrompue par des contacts interstellaires, qui fut l'un des premiers romans de science-fiction à aborder ouvertement le thème du sexe.
Lyon Sprague de Camp signa également un certain nombre de récits significatifs mais moins connus qui traitaient de sujets fondamentaux tel que le racisme, qu'il considérait plus juste d'appeler ethnocentrisme. Il remarquait, non sans humour, qu'aucun scientifique étudiant les mérites des différentes ethnies humaines n'a jamais cherché à prouver que sa propre ethnie était inférieure aux autres.

### Fantasy
Sprague de Camp fut surtout connu pour ses œuvres de light fantasy, en particulier ses séries Harold Shea et Gavagan's Bar, toutes deux écrites en collaboration avec son ami de toujours Fletcher Pratt (en). En duo, ils ont également signé plusieurs romans indépendants dans la veine des histoires de Harold Shea, parmi lesquels le plus prisé est Land of Unreason, et de Camp en a rédigé plusieurs autres seul.
Sprague de Camp est également célèbre pour ses récits de Sword and sorcery, un sous-genre de la fantasy qu'il remit au goût du jour par son travail éditorial et son travail de continuation sur la saga de Conan le Barbare, le personnage le plus célèbre de Robert E. Howard. Il a lui-même écrit trois cycles appartenant au genre Sword and Sorcery. Le précoce cycle Pusdadian, composé du roman The Trinonian Ring et de plusieurs nouvelles, se déroule dans une ère antédiluvienne similaire à celle créée par Howard.
Son cycle Novarian, plus tardif, est également plus révélateur. Le cœur de ce cycle est la trilogie Reluctant King, débutant avec Le Coffre d'Avlen (The Goblin Tower), probablement la meilleure œuvre du genre signée par de Camp. La trilogie narre l'histoire de l'aventurier Jorian, ex-roi de Xylar. Le monde de Jorian est une réalité alternative dans laquelle notre monde sert de monde des morts. Le cycle Novarian comporte également d'autres romans, comme The Fallible Fiend, une satire dans laquelle le narrateur est un démon, et Le Barbare honorable (The Honorable Barbarian), une suite à la trilogie Reluctant King, dans laquelle le héros est le frère de Jorian.
Le troisième et dernier cycle, composé de The Incorporated Knight et de The Pixilated Peeress, se déroule dans l'ère médiévale d'une réalité alternative qui partage sa géographie avec notre monde, mais dans laquelle l'empire néapolitain joue le rôle de Rome et aucune religion monothéiste universelle, comme le Christianisme, n'est jamais apparue, laissant ses nations divisées en sectes païennes rivales. Le décor est emprunté en partie aux Voyages de Mandeville.

### Romans historiques
Sprague de Camp a également écrit des fictions historiques prenant comme cadre l'Antiquité classique, de ses sommets incarnés par l'Empire perse jusqu'aux remous finaux de la période hellénistique, ce qui forme un cadre de référence assez souple fondé sur une géographie commune et des références croisées occasionnelles. Le plus connu de ses romans historiques est The Dragon of the Ishtar Gate.

### Ouvrages non fictionnels
Lyon Sprague de Camp aimait discréditer les historiens douteux et les révélations pseudo-scientifiques touchant au surnaturel et décrivit par conséquent comment les civilisations anciennes purent construire des structures et des réalisations architecturales de grande envergure que d'aucuns pensaient être impossibles en leur temps, comme les pyramides de l'ancienne Égypte. Parmi ses ouvrages dans ce domaine, on trouve par exemple Lost Continents, Citadels of Mystery et The Ancient Engineers.
Parmi la grande variété de ses autres œuvres non-fictionnelles, on trouve The Great Monkey Trial (à propos du procès Scopes de 1925 aux États-Unis, à propos d'une loi interdisant dans l'éducation d'état toute référence à des théories de l'évolution qui ne soit pas le créationnisme de la Genèse), The Ragged Edge of Science, Energy and Power, The Heroic Age of American Invention, The Day of the Dinosaur (qui avançait, entre autres choses, que les théories de l'évolution furent mises au placard après Charles Darwin pendant quelques années à cause de l'intérêt que portait la société victorienne envers les récentes découvertes d'ossements de dinosaures, remettant au goût du jour les légendes de dragons et autres créatures mythiques) et The Evolution of Naval Weapons (livre édité par le gouvernement des États-Unis).
L'auteur signa également plusieurs biographies pionnières d'auteurs-clés de la science-fiction, la plupart sous la forme d'articles dans des revues spécialisées. Deux d'entre elles furent cependant traitées plus longuement, à propos de deux auteurs prééminents, dont la vie privée fut tragique en bien des points, Robert E. Howard et H. P. Lovecraft. La biographie de ce dernier, Lovecraft: A Biography, fut la première biographie indépendante de cet auteur désormais très célèbre. L'approche franche et judicieuse de Sprague de Camp envers ses sujets est d'ailleurs honnie par certains fans, en particulier ceux de Lovecraft, qui lui reprochent d'être peu flatteur et injuste envers l'auteur de Providence[réf. nécessaire].

## Prix et récompenses
L. Sprague de Camp fut l'invité d'honneur de la Convention Mondiale de Science-fiction de 1966. En 1976, il gagna le prix Gandalf Grand Master décerné par la Société Mondiale de Science-fiction (World Science-fiction Society) et gagna également le prix Nebula ainsi que le prix Damon-Knight Memorial Grand Master, tous deux en 1978. En 1995, il gagna le premier prix Sidewise pour l'ensemble de son œuvre, récompensant les écrivains s'étant illustrés par leurs récits de réalités alternatives. Il reçut enfin le prix Hugo pour les œuvres non-fictionnelles en 1997 pour son autobiographie, Time and Chance.